# Curt McMahon
Curtis Omar McMahon, detto Curt (Waterloo, 26 gennaio 1915 – Dayton, 28 aprile 1978), è stato un cestista statunitense, professionista nella NBL.

## Carriera
Giocò per una stagione nella NBL, disputando 10 partite con 1,9 punti di media.